# Belgica (nave)
La RV Belgica fu costruita come nave baleniera nel 1884 presso Svelvik in Norvegia, su ordine di Johan Christian Jakobsen, che la chiamò Patria. Nel 1896 essa venne acquistata da Adrien de Gerlache, con lo scopo di farne una nave oceanografica e mezzo di trasporto per la sua progettata  Spedizione belga in Antartide. Dopo aver subito numerose ristrutturazioni, la nave viene effettivamente utilizzata per la spedizione. Giunta in Antartide, rimane bloccata dai ghiacci dal 5 febbraio 1898 fino al 14 marzo dell'anno successivo. Nel 1902 venne venduta al principe Luigi Filippo Roberto d'Orléans, ed in questa veste partecipò nel 1905 alla spedizione belga allo Spitzbergen ed in Groenlandia, diretta dallo stesso Gerlache.

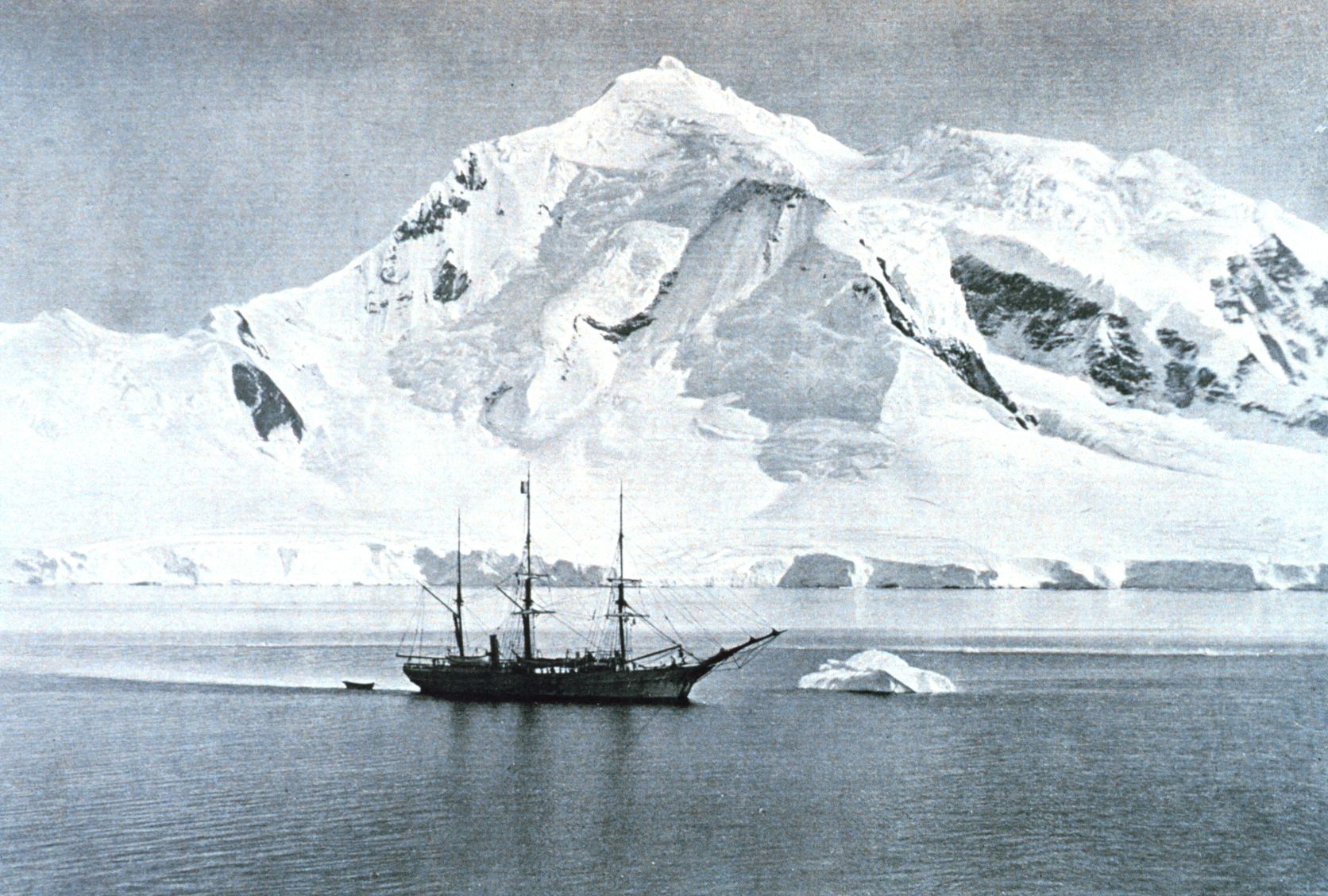
La Belgica ancorata all'isola Anvers, alla base di Mount William.

Nel 1916, convertita in nave da trasporto misto, merci e passeggeri, e destinata al collegamento tra la Norvegia e l'isola di Spitsbergen. In questa funzione assume il nome di Isfjord. Nel 1918 venne nuovamente riconvertita, questa volta in nave-officina e riprende il nome di Belgica. 
Requisita dalla marina britannica nel 1940, viene adibita a nave-deposito, contenendo nella sua stiva esplosivi ad alto potenziale. Con l'evacuazione di Harstad, conseguente al ritiro del Corpo di Spedizione franco-britannico in Norvegia, la Belgica viene affondata dagli stessi inglesi, per evitare che venisse catturata e utilizzata dalle truppe tedesche di occupazione della Norvegia. Il relitto della nave venne scoperto ad Easter nel 1990.

## Descrizione
La nave era lunga 35,97 m e larga 7,62, con un pescaggio di 4,11 m. Oltre a poter navigare con le vele essa era mossa da un motore a vapore di 35 HP, costruito ad Oslo presso Nylands Verksted. L'elica della nave era del tipo a vite e poteva essere sollevata fuori acqua se necessario.